# Rivellia multicolor
Rivellia multicolor är en tvåvingeart som beskrevs av Frey 1964. Rivellia multicolor ingår i släktet Rivellia och familjen bredmunsflugor.
Artens utbredningsområde är Myanmar. Inga underarter finns listade i Catalogue of Life.